# أونكاسفيل (كونيتيكت)
أونكاسفيل هي منطقة في مدينة مونتفيل، كونيتيكت، الولايات المتحدة.